# Sa Majesté s'amuse
Pour plus de détails, voir Fiche technique et Distribution.
Sa Majesté s'amuse (All the King's Horses) est un film américain en noir et blanc réalisé par Frank Tuttle, sorti en 1935.

## Synopsis
Un acteur de cinéma va changer de place avec un prince ruritanien dont il est le parfait sosie...

## Fiche technique
- Titre : Sa Majesté s'amuse
- Titre original : All the King's Horses
- Réalisation : Frank Tuttle
- Scénario : Frank Tuttle, Frederick Stephani et Edmund H. North d'après la pièce de Laurence Clark, Max Giersberg, Frederik Herendeen et Edward Horan
- Photographie : Henry Sharp
- Montage : Richard Currier
- Société de production : Paramount Pictures
- Pays de production : États-Unis
- Format : noir et blanc - 1,37:1 - Son : Mono
- Genre : Film musical et comédie
- Date de sortie : 
  - États-Unis : 13 février 1935

## Distribution
- Carl Brisson : le roi Rudolf XIV / Carlo Rocco
- Mary Ellis : Elaine, la reine de Langenstein
- Edward Everett Horton : Conte Josef 'Peppi' von Schlapstaat
- Katherine DeMille : Fraülein Mimi
- Eugene Pallette : Conrad Q. Conley
- Arnold Korff : Baron Kraemer, Lord Chamberlain
- Stanley Andrews : Conte Batthy
- George MacQuarrie : Prince Rumpfeffer